# De vreemde broeders
De vreemde broeders is een Brabantse streekroman van A.M. de Jong, voor het eerst uitgegeven in 1940. Het is het eerste deel in een trilogie genaamd Het geslacht Verhagen, de vervolgdelen zijn Poeske en De heks van de Riethoek.

## Plot
Bart Verhagen is de enige zoon van een rijke Brabantse boer, en daarmee stamhouder en erfgenaam van de Hagenhorst. Volgens de legende rust er een vloek op de Verhagens: een verre voorouder heeft een pact met de duivel gesloten om rijkdom te verwerven, de duivel krijgt echter het recht op de ziel van elke tweede zoon die in de familie wordt geboren. Als gevolg van de godsvrucht van vrouw Verhagen wordt voorkomen dat er een tweede zoon wordt geboren, waarmee Joosje Pek wordt misleid. De legende drukt zwaar op de Verhagens, elke vrouw uit een volgende generatie wordt er door beïnvloed, en tweede zoons worden er nooit geboren.
Bart Verhagen sluit als kind een opmerkelijke vriendschap met notariszoon Bart Molijn. Opmerkelijk, omdat in het plaatselijk gebruik de kinderen van notabelen geen vriendschappen sluiten met het boerenvolk. De jongens worden beste vrienden, en waar Verhagen zich verwondert over het leven in het notarishuis, is Molijn evenzo verbaasd over de gang van zaken op de Hagenhorst.
Ook als Molijn gaat studeren blijft de vriendschap voortduren. Verhagen wordt als een soort curiositeit gedoogd in het adellijke vriendenkringetje, maar als hij avances maakt ten opzichte van een van Molijns vriendinnen wordt hij door haar pijnlijk op zijn plaats gewezen. Verhagen realiseert zich meer en meer dat hij geen echte plaats zal verwerven in dit milieu.
Als vader Verhagen komt te overlijden wordt Bart Verhagen eigenaar van de Hagenhorst. Molijn heeft inmiddels de praktijk van zijn vader overgenomen. Verhagen is tot het inzicht gekomen dat het gebruik om de boerderij groter en machtiger achter te laten dan hij hem heeft gekregen zinloos is. Hij besluit de bloemetjes buiten te zetten en het er goed van te nemen. Hij is inmiddels getrouwd met de dochter van een andere herenboer, maar na de geboorte van hun zoon Bart valt ook zij ten prooi aan de legende die rond de Hagenhorst hangt.